# Olympique de Marseille 1993-1994
Questa voce raccoglie le informazioni riguardanti l'Olympique de Marseille nelle competizioni ufficiali della stagione 1993-1994.

## Stagione
In apertura di stagione la squadra venne colpita dalle sanzioni comminate dalle federazioni in seguito alla scoperta dell'episodio di corruzione nota come affaire VA-OM: inizialmente si espresse la UEFA, che il 6 settembre dispose la squalifica per un anno della squadra dalle competizioni europee, impedendole di difendere la Champions League vinta pochi mesi prima. Congiuntamente con la FIFA, il 27 settembre la UEFA decise di revocare ai marsigliesi anche i diritti acquisiti con la vittoria del titolo continentale, vale a dire la partecipazione alla Supercoppa UEFA e alla Coppa Intercontinentale. Pochi giorni prima, su sollecito delle confederazioni internazionali, la FFF aveva revocato alla squadra anche il titolo nazionale.
Vistisi diminuire notevolmente gli impegni stagionali programmati, per tutta la durata del campionato i marsigliesi occuparono stabilmente la seconda posizione, senza riuscire a ostacolare il Paris Saint-Germain capolista. Il 22 aprile, con l'OM ancora matematicamente ancora in corsa per il titolo, giunse la decisione della federazione di retrocedere la squadra, a causa del pesante passivo venutosi a formare in seguito alle vicende giudiziarie, e soprattutto per il diretto coinvolgimento nel caso del presidente Tapie, obbligato a cedere la società in seguito alla sua incriminazione. Venne tuttavia stabilito che, in caso di risultato favorevole, la squadra avrebbe potuto accedere regolarmente alle competizioni europee: al termine della stagione i marsigliesi guadagnarono quindi la qualificazione in Coppa UEFA.
Il cammino della squadra in Coppa di Francia si fermò ai quarti di finale, contro i futuri finalisti del Montpellier: la gara di andata, originariamente programmata lo stesso giorno della sentenza sulla permanenza dell'OM in massima divisione, venne peraltro rinviata per motivi di sicurezza. Nei turni successivi la squadra aveva eliminato alcune squadre di prima divisione come il Sochaux e il Monaco, segnando una sola rete.

## Maglie e sponsor
Lo sponsor tecnico per la stagione 1993-1994 è Adidas, mentre gli sponsor ufficiali sono Eurest per il campionato e TF1 per le coppe nazionali.
| Casa | Trasferta |  |

## Organigramma societario
Area direttiva
- Presidente: Bernard Tapie
- Vice presidente: Jean-Louis Levreau

Area tecnica
- Allenatore: Marc Bourrier

## Rosa
| N. |                       | Ruolo | Calciatore       |
| -- | --------------------- | ----- | ---------------- |
|    | Francia (bandiera)    | P     | Fabien Barthez   |
|    | Francia (bandiera)    | P     | Gilles Rousset   |
|    | Francia (bandiera)    | P     | Thomas Videau    |
|    | Francia (bandiera)    | D     | Jocelyn Angloma  |
|    | Francia (bandiera)    | D     | Basile Boli      |
|    | Francia (bandiera)    | D     | Bernard Casoni   |
|    | Francia (bandiera)    | D     | Marcel Desailly  |
|    | Francia (bandiera)    | D     | Éric Di Meco     |
|    | Francia (bandiera)    | D     | Pascal Fugier    |
|    | Madagascar (bandiera) | D     | Hamada Jambay    |
|    | Francia (bandiera)    | D     | William Prunier  |
|    | Francia (bandiera)    | C     | Ludovic Asuar    |
|    | Francia (bandiera)    | C     | Alain Boghossian |
|    | Francia (bandiera)    | C     | Filipe Azevedo   |

| N. |                       | Ruolo | Calciatore             |
| -- | --------------------- | ----- | ---------------------- |
|    | Francia (bandiera)    | C     | Didier Deschamps       |
|    | Francia (bandiera)    | C     | Jean-Philippe Durand   |
|    | Francia (bandiera)    | C     | Daniel Dutuel          |
|    | Francia (bandiera)    | C     | Fabrice Henry          |
|    | Francia (bandiera)    | C     | Cyril Revillet         |
|    | Portogallo (bandiera) | C     | Rui Barros             |
|    | Jugoslavia (bandiera) | C     | Dragan Stojković       |
|    | Francia (bandiera)    | C     | Jean-Christophe Thomas |
|    | Croazia (bandiera)    | A     | Alen Bokšić            |
|    | Francia (bandiera)    | A     | Guillaume Deschamps    |
|    | Francia (bandiera)    | A     | Marc Libbra            |
|    | Brasile (bandiera)    | A     | Sonny Anderson         |
|    | Portogallo (bandiera) | A     | Paulo Futre            |
|    | Germania (bandiera)   | A     | Rudi Völler            |

## Calciomercato

### Sessione estiva
| Acquisti | Acquisti         | Acquisti        | Acquisti |
| R.       | Nome             | da              | Modalità |
| -------- | ---------------- | --------------- | -------- |
| P        | Gilles Rousset   | Olympique Lione |          |
| D        | Pascal Fugier    | Olympique Lione |          |
| D        | William Prunier  | Auxerre         |          |
| C        | Rui Barros       | Monaco          |          |
| C        | Alain Boghossian | Istres          |          |
| C        | Daniel Dutuel    | Auxerre         |          |
| C        | Fabrice Henry    | Sochaux         |          |
| A        | Paulo Futre      | Benfica         |          |
| A        | Marc Libbra      | Istres          |          |

| Cessioni | Cessioni                | Cessioni        | Cessioni               |
| R.       | Nome                    | a               | Modalità               |
| -------- | ----------------------- | --------------- | ---------------------- |
| P        | Pascal Olmeta           | Olympique Lione |                        |
| D        | Manuel Amoros           | Olympique Lione |                        |
| C        | Igor' Dobrovol'skij     | Genoa           | fine prestito          |
| C        | Jean-Marc Ferreri       | Martigues       |                        |
| C        | Jean-Christophe Marquet | Cannes          | prestito               |
| C        | Franck Sauzée           | Atalanta        | definitivo (4,5 mld £) |
| C        | Abedi Pelé              | Olympique Lione |                        |

### Sessione invernale
| Acquisti | Acquisti       | Acquisti | Acquisti |
| R.       | Nome           | da       | Modalità |
| -------- | -------------- | -------- | -------- |
| A        | Sonny Anderson | Servette | prestito |

| Cessioni | Cessioni        | Cessioni | Cessioni               |
| R.       | Nome            | a        | Modalità               |
| -------- | --------------- | -------- | ---------------------- |
| D        | Marcel Desailly | Milan    | definitivo (10 mld £)  |
| A        | Alen Bokšić     | Lazio    | definitivo (15 mld £)  |
| A        | Paulo Futre     | Reggiana | definitivo (4,4 mld £) |

## Risultati

### Division 1

#### Girone di andata
| Arbitro: | de Pandis |

|          |           |  |
| Boli 45’ | Marcatori |  |

| Arbitro: | Quiniou |

|                        |           |                   |
| Priou 38’ Ferhaoui 78’ | Marcatori | 26’ (rig.) Bokšić |

| Arbitro: | Tellène |

|          |           |        |
| Boli 29’ | Marcatori | 30’ Ba |

| Nantes 11 agosto 1993 4ª giornata | Nantes-Atlantique | 0 – 0 referto | Olympique Marsiglia | Stadio Marcel Saupin (36 000 spett.)\| Arbitro: \| Lainé \| |
| Arbitro:                          | Lainé             |               |                     |                                                             |

| Arbitro: | Ramos |

|            |           |  |
| Bokšić 87’ | Marcatori |  |

| Principato di Monaco 27 agosto 1993 6ª giornata | Monaco   | 0 – 0 referto | Olympique Marsiglia | Stade Louis II (20 000 spett.)\| Arbitro: \| Lartigot \| |
| Arbitro:                                        | Lartigot |               |                     |                                                          |

| Arbitro: | Sars |

|                                   |           |           |
| Völler 37’, 71’ (rig.) Bokšić 90’ | Marcatori | 89’ Mendy |

| Tolosa 11 settembre 1993 8ª giornata | Tolosa  | 0 – 0 referto | Olympique Marsiglia | Stadium Municipal (13 702 spett.)\| Arbitro: \| Poulain \| |
| Arbitro:                             | Poulain |               |                     |                                                            |

| Arbitro: | Saules |

|                                    |           |           |
| Di Meco 46’ Dutuel 73’ Prunier 90’ | Marcatori | 1’ Paille |

| Arbitro: | Anton |

|  |           |                                   |
|  | Marcatori | 42’ Zitelli 78’ N'Diaye 80’ Pirès |

| Arbitro: | Quiniou |

|                 |           |                          |
| Assadourian 40’ | Marcatori | 28’ Futre 88’ Rui Barros |

| Arbitro: | Poulain |

|                 |           |           |
| Dutuel 46’, 80’ | Marcatori | 34’ Hašek |

| Arbitro: | Ramos |

|  |           |                          |
|  | Marcatori | 21’ Rui Barros 90’ Henry |

| Arbitro: | Lainé |

|             |           |         |
| Prunier 72’ | Marcatori | 83’ Vos |

| Arbitro: | Ramos |

|  |           |           |
|  | Marcatori | 63’ Futre |

| Arbitro: | Lartigot |

|                                         |           |  |
| Germain 11’ (aut.) Stojković 61’ (rig.) | Marcatori |  |

| Arbitro: | de Pandis |

|           |           |  |
| Roche 86’ | Marcatori |  |

| Arbitro: | Sars |

|  |           |                                      |
|  | Marcatori | 16’ Martins 77’ Cocard 90’ Laslandes |

| Arbitro: | Veissière |

|  |           |                               |
|  | Marcatori | 25’ Anderson 40’, 70’ Prunier |

#### Girone di ritorno
| Arbitro: | Leduc |

|                                  |           |           |
| Barros 19’ Libbra 68’ Dutuel 73’ | Marcatori | 71’ Madar |

| Arbitro: | Saules |

|           |           |                                    |
| Tiéhi 87’ | Marcatori | 4’ Casoni 37’ (rig.), 43’ Anderson |

| Arbitro: | Poulain |

|                                        |           |           |
| Boghossian 18’ Anderson 32’ Dutuel 71’ | Marcatori | 14’ Ferri |

| Arbitro: | Lainé |

|            |           |            |
| Guérin 11’ | Marcatori | 14’ Völler |

| Arbitro: | Harrel |

|                          |           |               |
| Anderson 24’ (rig.), 50’ | Marcatori | 23’ Djorkaeff |

| Saint-Étienne 5 febbraio 1994 25ª giornata | Saint-Étienne | 0 – 0 referto | Olympique Marsiglia | Stade Geoffroy-Guichard (40 017 spett.)\| Arbitro: \| Pauchard \| |
| Arbitro:                                   | Pauchard      |               |                     |                                                                   |

| Arbitro: | Zagni |

|                                                     |           |             |
| Stojković 22’, 47’ Boghossian 57’ Anderson 70’, 81’ | Marcatori | 49’ Candela |

| Arbitro: | Saules |

|                  |           |  |
| Márcio Santos 8’ | Marcatori |  |

| Metz 25 febbraio 1994 28ª giornata | Metz    | 0 – 0 referto | Olympique Marsiglia | Stade Saint-Symphorien (17 607 spett.)\| Arbitro: \| Quiniou \| |
| Arbitro:                           | Quiniou |               |                     |                                                                 |

| Arbitro: | Leon |

|                              |           |                                 |
| Anderson 21’, 40’ Völler 68’ | Marcatori | 43’ Assadourian 51’ (aut.) Boli |

| Arbitro: | Ramos |

|           |           |              |
| Keller 3’ | Marcatori | 58’ Anderson |

| Arbitro: | Poulain |

|                     |           |             |
| Anderson 36’ (rig.) | Marcatori | 23’ Sanchez |

| Arbitro: | Véniel |

|           |           |            |
| Piton 31’ | Marcatori | 29’ Völler |

| Arbitro: | Garibian |

|                          |           |                    |
| Völler 13’ Stojković 19’ | Marcatori | 21’ (rig.) Galtier |

| Arbitro: | Zagni |

|              |           |  |
| Mostovoj 39’ | Marcatori |  |

| Arbitro: | Pauchard |

|                                       |           |  |
| Anderson 7’, 88’ (rig.) Stojković 46’ | Marcatori |  |

| Arbitro: | Poulain |

|                         |           |                       |
| Martins 19’ Vahirua 65’ | Marcatori | 40’ Anderson 82’ Boli |

| Marsiglia 7 maggio 1994 37ª giornata | Olympique Marsiglia | 0 – 0 referto | Martigues | Stade Vélodrome (15 000 spett.)\| Arbitro: \| Colombo \| |
| Arbitro:                             | Colombo             |               |           |                                                          |

| Arbitro: | Quiniou |

|                      |           |                                        |
| Boli 16’ Meyrieu 42’ | Marcatori | 33’ Rui Barros 77’ Fugier 85’ Anderson |

### Coppa di Francia
| Arbitro: | Cheron |

|  |                      |  |
|  | Tiri di rigore 2 – 4 |  |

| Arbitro: | De Pandis |

|  |           |                |
|  | Marcatori | 17’ Boghossian |

| Arbitro: | Lartigot |

|  |                      |  |
|  | Tiri di rigore 3 – 4 |  |

| Arbitro: | Quiniou |

|  |                      |  |
|  | Tiri di rigore 3 – 4 |  |

## Statistiche
Statistiche aggiornate al 21 maggio 1994.

### Statistiche di squadra
| Competizione     | Punti | In casa | In casa | In casa | In casa | In casa | In casa | In trasferta | In trasferta | In trasferta | In trasferta | In trasferta | In trasferta | Totale | Totale | Totale | Totale | Totale | Totale | DR  |
| Competizione     | Punti | G       | V       | N       | P       | Gf      | Gs      | G            | V            | N            | P            | Gf           | Gs           | G      | V      | N      | P      | Gf     | Gs     | DR  |
| ---------------- | ----- | ------- | ------- | ------- | ------- | ------- | ------- | ------------ | ------------ | ------------ | ------------ | ------------ | ------------ | ------ | ------ | ------ | ------ | ------ | ------ | --- |
| Division 1       | 51    | 19      | 13      | 4       | 2       | 36      | 19      | 19           | 6            | 9            | 4            | 20           | 14           | 38     | 19     | 13     | 6      | 56     | 33     | +23 |
| Coppa di Francia | -     | 1       | 0       | 1       | 0       | 0       | 0       | 3            | 1            | 2            | 0            | 1            | 0            | 4      | 1      | 3      | 0      | 1      | 0      | +1  |
| Totale           | -     | 20      | 13      | 5       | 2       | 36      | 19      | 22           | 7            | 11           | 4            | 21           | 14           | 42     | 20     | 16     | 6      | 57     | 33     | +24 |

### Andamento in campionato
| Giornata  | 1 | 2 | 3 | 4  | 5 | 6  | 7 | 8 | 9 | 10 | 11 | 12 | 13 | 14 | 15 | 16 | 17 | 18 | 19 | 20 | 21 | 22 | 23 | 24 | 25 | 26 | 27 | 28 | 29 | 30 | 31 | 32 | 33 | 34 | 35 | 36 | 37 | 38 |
| --------- | - | - | - | -- | - | -- | - | - | - | -- | -- | -- | -- | -- | -- | -- | -- | -- | -- | -- | -- | -- | -- | -- | -- | -- | -- | -- | -- | -- | -- | -- | -- | -- | -- | -- | -- | -- |
| Luogo     | C | T | C | T  | C | T  | C | T | C | C  | T  | C  | T  | C  | T  | C  | T  | C  | T  | C  | T  | C  | T  | C  | T  | C  | T  | T  | C  | T  | C  | T  | C  | T  | C  | T  | C  | T  |
| Risultato | V | P | N | N  | V | N  | V | N | V | P  | V  | V  | V  | N  | V  | V  | P  | P  | V  | V  | V  | V  | N  | P  | N  | V  | P  | N  | V  | N  | N  | N  | V  | P  | V  | N  | N  | V  |
| Posizione | 4 | 9 | 9 | 10 | 7 | 10 | 3 | 5 | 3 | 8  | 5  | 4  | 2  | 3  | 2  | 2  | 3  | 3  | 3  | 3  | 2  | 2  | 2  | 2  | 2  | 2  | 2  | 2  | 2  | 2  | 2  | 2  | 2  | 2  | 2  | 2  | 2  | 2  |

Fonte:  France » Ligue 1 1993/1994 » Schedule, su worldfootball.net.
Legenda:

Luogo: C = Casa; T = Trasferta. Risultato: V = Vittoria; N = Pareggio; P = Sconfitta.

### Statistiche dei giocatori
| Giocatore     | Division 1 | Division 1 | Division 1  | Division 1 | Coppa di Francia | Coppa di Francia | Coppa di Francia | Coppa di Francia | Totale   | Totale | Totale      | Totale     |
| Giocatore     | Presenze   | Reti       | Ammonizioni | Espulsioni | Presenze         | Reti             | Ammonizioni      | Espulsioni       | Presenze | Reti   | Ammonizioni | Espulsioni |
| ------------- | ---------- | ---------- | ----------- | ---------- | ---------------- | ---------------- | ---------------- | ---------------- | -------- | ------ | ----------- | ---------- |
| S. Anderson   | 20         | 16         | 1           | 0          | 4                | 0                | 0                | 0                | 24       | 16     | 1           | 0          |
| J. Angloma    | 23         | 0          | 4           | 2          | 2                | 0                | 0                | 0                | 25       | 0      | 4           | 2          |
| L. Asuar      | 0          | 0          | 0           | 0          | 0                | 0                | 0                | 0                | 0        | 0      | 0           | 0          |
| R. Barros     | 17         | 4          | 3           | 0          | 2                | 0                | 1                | 0                | 19       | 4      | 4           | 0          |
| F. Barthez    | 37         | -29        | 2           | 1          | 4                | -0               | 0                | 0                | 41       | -29    | 2           | 1          |
| A. Boghossian | 28         | 2          | 6           | 0          | 3                | 1                | 1                | 0                | 31       | 3      | 7           | 0          |
| A. Bokšić     | 12         | 3          | 3           | 0          | -                | -                | -                | -                | 12       | 3      | 3           | 0          |
| B. Boli       | 27         | 3          | 2           | 1          | 3                | 0                | 0                | 0                | 30       | 3      | 2           | 1          |
| B. Casoni     | 8          | 1          | 1           | 1          | 1                | 0                | 0                | 0                | 9        | 1      | 1           | 1          |
| P. De Azevedo | 1          | 0          | 0           | 0          | 0                | 0                | 0                | 0                | 1        | 0      | 0           | 0          |
| M. Desailly   | 16         | 0          | 2           | 0          | -                | -                | -                | -                | 16       | 0      | 2           | 0          |
| D. Deschamps  | 34         | 0          | 4           | 0          | 4                | 0                | 0                | 0                | 38       | 0      | 4           | 0          |
| G. Deschamps  | 0          | 0          | 0           | 0          | 0                | 0                | 0                | 0                | 0        | 0      | 0           | 0          |
| É. Di Meco    | 32         | 1          | 6           | 0          | 4                | 0                | 2                | 0                | 36       | 1      | 8           | 0          |
| J.P. Durand   | 31         | 0          | 3           | 0          | 4                | 0                | 0                | 0                | 35       | 0      | 3           | 0          |
| D. Dutuel     | 30         | 5          | 1           | 0          | 4                | 0                | 0                | 0                | 34       | 5      | 1           | 0          |
| P. Fugier     | 21         | 1          | 1           | 0          | 4                | 0                | 1                | 0                | 25       | 1      | 2           | 0          |
| P. Futre      | 8          | 2          | 0           | 0          | -                | -                | -                | -                | 8        | 2      | 0           | 0          |
| F. Henry      | 19         | 1          | 3           | 1          | 2                | 0                | 0                | 0                | 21       | 1      | 3           | 1          |
| H. Jambay     | 1          | 0          | 0           | 0          | 0                | 0                | 0                | 0                | 1        | 0      | 0           | 0          |
| M. Libbra     | 13         | 1          | 3           | 0          | 0                | 0                | 0                | 0                | 13       | 1      | 3           | 0          |
| W. Prunier    | 35         | 4          | 10          | 0          | 4                | 0                | 1                | 0                | 39       | 4      | 11          | 0          |
| C. Revillet   | 3          | 0          | 0           | 0          | 0                | 0                | 0                | 0                | 3        | 0      | 0           | 0          |
| G. Rousset    | 0          | -0         | 0           | 0          | 0                | -0               | 0                | 0                | 0        | -0     | 0           | 0          |
| D. Stojković  | 18         | 5          | 4           | 0          | 1                | 0                | 0                | 0                | 19       | 5      | 4           | 0          |
| J.C. Thomas   | 18         | 0          | 2           | 0          | 1                | 0                | 0                | 0                | 19       | 0      | 2           | 0          |
| T. Videau     | 2          | -4         | 1           | 0          | 0                | -0               | 0                | 0                | 2        | -4     | 1           | 0          |
| R. Völler     | 25         | 6          | 3           | 0          | 4                | 0                | 0                | 0                | 29       | 6      | 3           | 0          |